# St. Bartholomäus (Berg, Pfalz)
Die römisch-katholische Kirche St. Bartholomäus in Berg steht an der Ludwigstraße im Kreis Germersheim (Rheinland-Pfalz). Sie gehört zur Wörther Pfarrei Heiliger Christophorus im Bistum Speyer und trägt das Patrozinium des Apostels Bartholomäus. Das Kirchengebäude steht unter Denkmalschutz.

## Beschreibung und Geschichte
Bei dem Kirchengebäude handelt es sich um eine dreiachsige Saalkirche, dessen Schiff im Jahr 1744 errichtet wurde. Seit 1733 war Berg eine eigenständige Pfarrei mit der Filialkirche St. Remigius in Neuburg am Rhein. Der Turm und die vor dem Eingang zum Schiff liegende Vorhalle wurden nach 1945 angebaut.
Zwischen 1946 und 1948 wurde die im Zweiten Weltkrieg beschädigte Kirche wiederaufgebaut, die Weihe erfolgte 1949. Das Richtfest für den neugebauten Glockenturm erfolgte 1953, 1956 wurden Notglocken geweiht. Eine neue Innenausstattung mit Marien- und Josefsstatue sowie der Kreuzweg wurde zwischen 1962 und 1966 angeschafft. Im Jahr 1969 erfolgte die zweite Glockenweihe. Das Äußere der Kirche wurde 1981 renoviert. Unter Mithilfe des Künstlers Dirk Höge aus Hagenbach wurde der Kircheninnenraum zwischen 1978 und 1996 umgestaltet. In diesem Zuge wurden ein neuer Ambo, Tabernakel, Altarkreuz, Taufstein sowie Kerzenständer angeschafft. Die den heiligen Bartholomäus darstellende Steinfigur in der Kirchenfassade stammt aus dem Jahr 1997.
Seit Oktober 2001 gehörte die Kirche samt Neuburg und gemeinsam mit Büchelberg und Scheibenhardt zur Pfarreiengemeinschaft Hagenbach. Diese wurde zum 1. Advent 2015 im Rahmen der Pfarreienreform im Bistum Speyer mit der Pfarreiengemeinschaft Wörth zusammengelegt, sodass die Kirche heute zur Wörther Pfarrei Heiliger Christophorus mit der Pfarrkirche in Maximiliansau gehört.

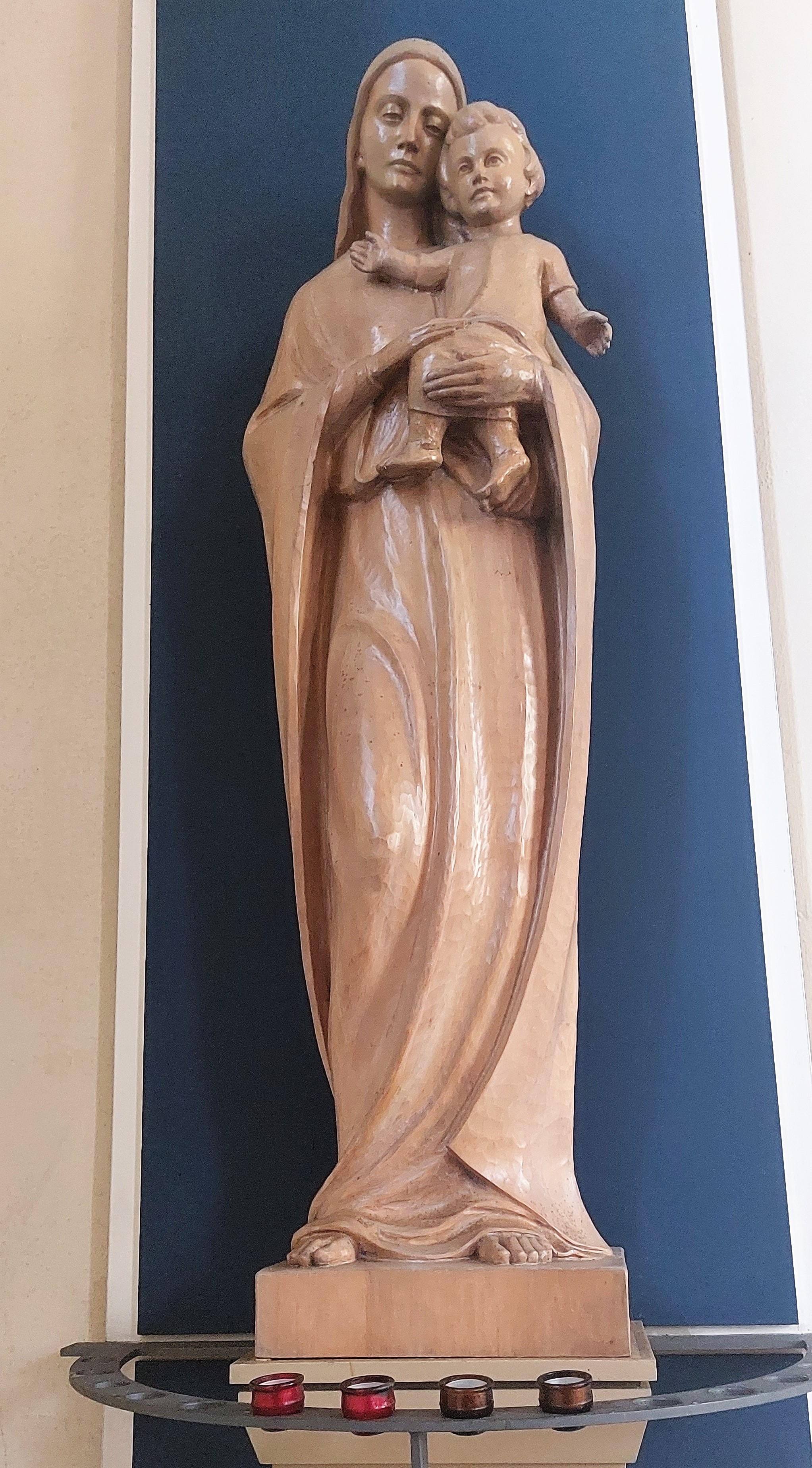
Marienstatue
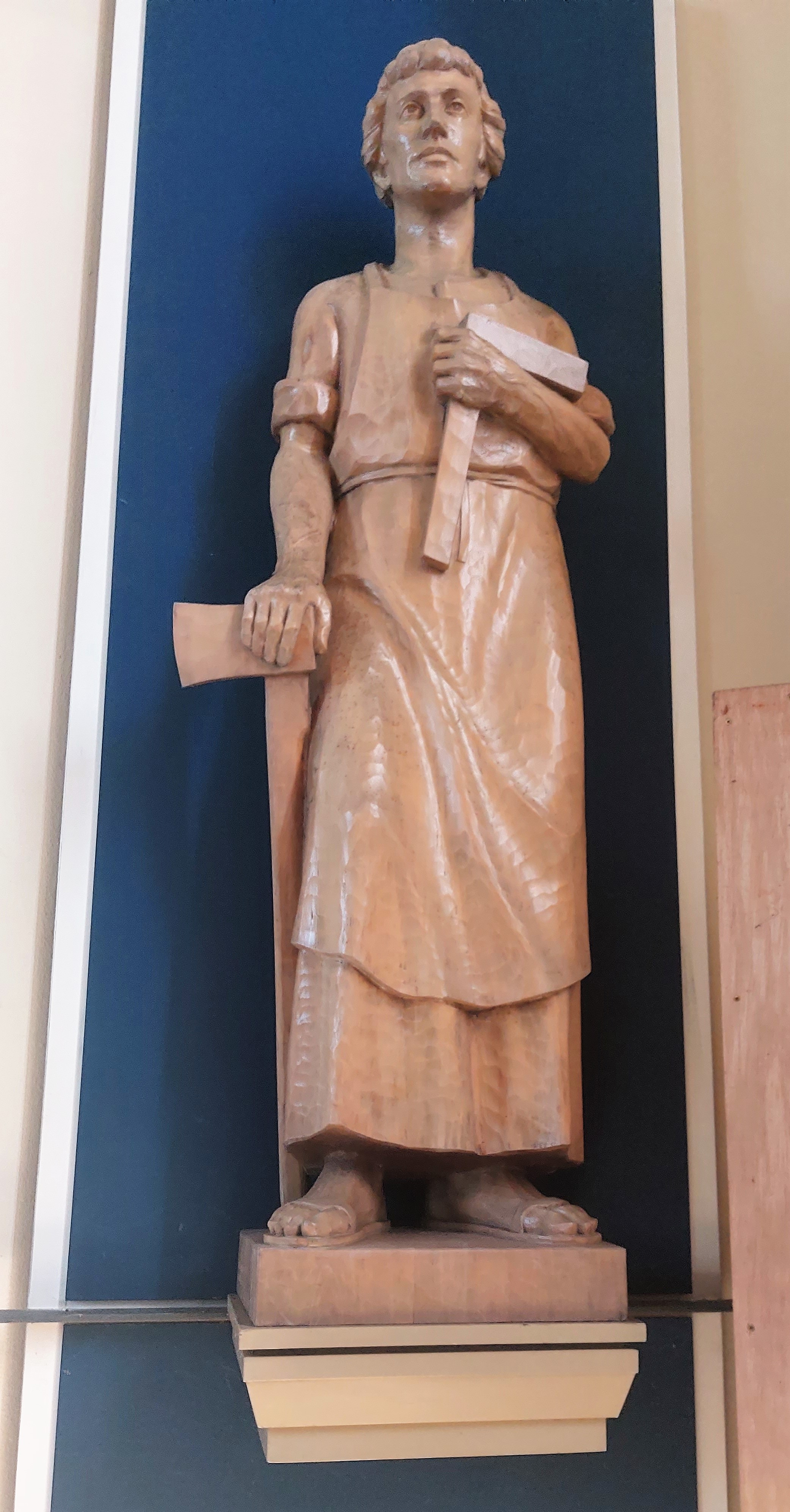
Josefsstatue
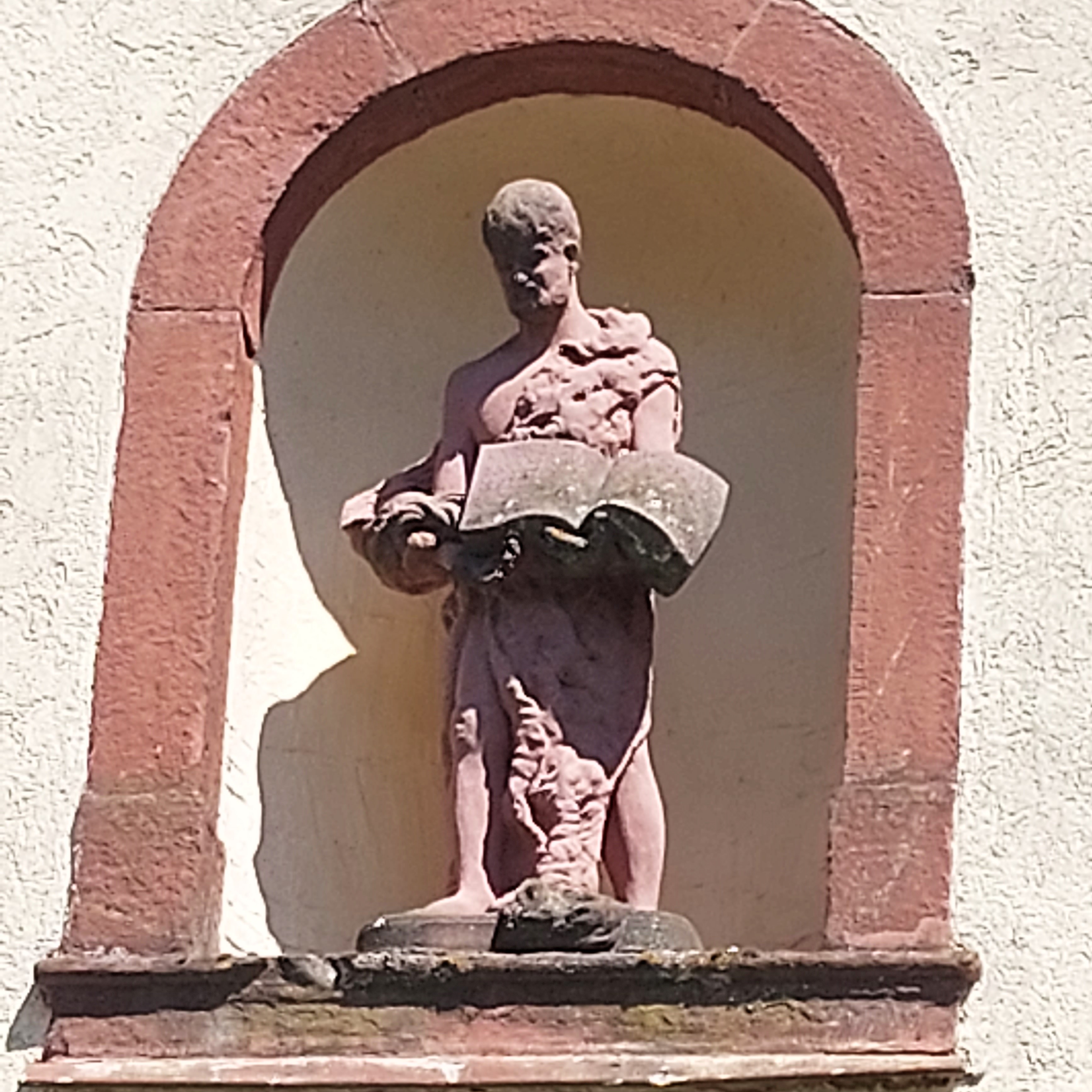
Bartholomäus-Statue über der Eingangsvorhalle

## Orgel
Die Orgel wurde 1956 von Gebr. Späth Orgelbau (Ennetach) als opus 636 mit mechanischer Spiel- und elektrischer Registertraktur gebaut. Sie verfügt über 14 Register auf zwei Manualen und Pedal. Ihre Windladen sind als Schleifladen ausgeführt. Die Disposition lautet:
| I Hauptwerk C–g3 |              |       |
| 1.               | Prinzipal    | 8′    |
| 2.               | Rohrflöte    | 8′    |
| 3.               | Oktave       | 4′    |
| 4.               | Nachthorn    | 2′    |
| 5.               | Mixtur IV–VI | 1 ⁄3′ |

| II Rückpositiv C–g3 |             |        |
| 06.                 | Holzgedackt | 08′    |
| 07.                 | Feldflöte   | 04′    |
| 08.                 | Prinzipal   | 02′    |
| 09.                 | Quint       | 01 ⁄3′ |
| 10.                 | Cymbel III  | 01′    |
| 11.                 | Dulzian     | 16′    |
|                     | Tremulant   |        |

| Pedal C–f1 |              |     |
| 12.        | Subbaß       | 16′ |
| 13.        | Prinzipalbaß | 08′ |
| 14.        | Choralbaß    | 04′ |

- Koppeln: II/I, I/P, II/P